# Cúpula pentagonal giroelongada
En geometría, la cúpula pentagonal giroelongada es uno de los sólidos de Johnson (J24). Como sugiere su nombre, puede construirse giroelongando una cúpula pentagonal (J5) mediante la fijación de un antiprisma decagonal a su base. También puede verse como una bicúpula pentagonal giroelongada (J46) a la que se ha quitado una cúpula pentagonal.
Los 92 sólidos de Johnson fueron nombrados y descritos por Norman Lloyd Johnson, más conocido en Wikipedia como Norman Johnson en 1966.